# Waterstofbom

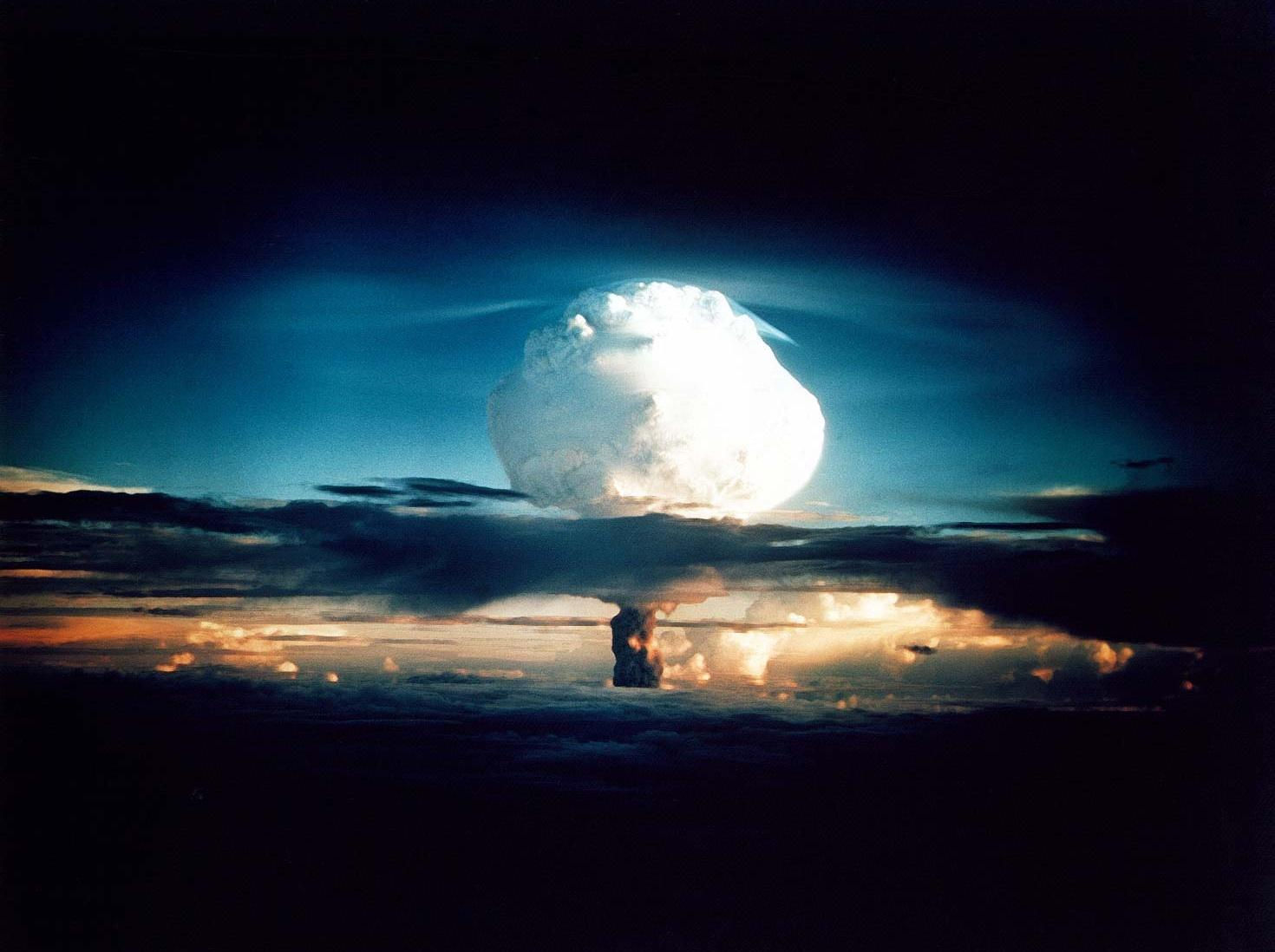
Ontploffing van Ivy Mike, de eerste waterstofbom, in 1952

Schematische weergave van kernfusie zoals die plaatsvindt in een waterstofbom

Een waterstofbom, H-bom of thermonucleaire bom is een nucleaire bom die veel van zijn explosieve energie uit kernfusie van waterstofatomen tot helium verkrijgt. Meestal worden de waterstofisotopen deuterium en tritium en verder lithium gebruikt. Dit zijn lichte atoomkernen die relatief gemakkelijk tot fusie te brengen zijn. Het woorddeel thermo verwijst naar de zeer hoge temperatuur die nodig is om dit proces te starten.
In de praktijk is een op kernsplijting gebaseerde atoombom nodig om de temperatuur en druk te verkrijgen om het kernfusieproces op gang te brengen. Het is buitengewoon moeilijk om bij deze ontsteking het fusiemateriaal tot fusie te brengen voordat het door de druk van de ontstekingsexplosie uit elkaar wordt geblazen. Pas toen Edward Teller en Stanislaw Ulam in 1951 met hun ontwerp voor de ontsteking kwamen, werd de waterstofbom ook technisch haalbaar.
De eerste waterstofbom, met de codenaam Ivy Mike, werd op 1 november 1952 tot ontploffing gebracht op het atol Eniwetok (dat hoort bij de Marshalleilanden). Deze explosie (10 megaton TNT-equivalent) had een grotere kracht dan alle geallieerde bommen uit de Tweede Wereldoorlog bij elkaar.
Op 1 maart 1954 brachten de VS de waterstofbom Castle Bravo tot ontploffing op het atol Bikini in de Grote Oceaan. Het leverde een van de krachtigste explosies op die tot dan toe door mensen werden veroorzaakt (15 megaton TNT).
De krachtigste waterstofbom die ooit tot ontploffing gebracht is, was de Tsar Bomba (50 megaton TNT), door de Russen op 30 oktober 1961 tot ontploffing gebracht op Nova Zembla. De gerealiseerde ontploffing was bewust slechts een vierde van het ontwerp. De explosie was tot op 1000 km afstand te zien; vensterruiten sneuvelden tot op 900 km afstand. Alle gebouwen, zowel houten als stenen, in de plaats Severny op Severnyeiland op 55 km afstand, werden verwoest. De paddenstoelwolk bereikte een hoogte van 64 kilometer.

## Kernreactie
Een voorbeeld van een optredende reactie is deze waarbij deuterium en tritium fuseren tot helium-4:
{\displaystyle \mathrm {^{2}_{1}H\ +\ _{1}^{3}H\ \longrightarrow \ _{2}^{4}He\ +\ _{0}^{1}n\ +\ 17{,}6\,MeV} }
Bij deze reactie komt per omzetting van een deuterium-atoom 17,6 miljoen eV aan energie vrij.. Dat komt overeen met ongeveer 468 TWh (468.000.000.000 kWh) bij fusie van 2 gram deuterium met 3 gram tritium.
Bij een waterstofbom wordt vaak lithium-6-deuteride gebruikt, met de formule 6Li2H of 6LiD. De neutronen die in de splijtingsfase vrijkomen zetten lithium om in tritium, die als boven met het deuterium reageert.
Bij sommige ontwerpen worden de bij de fusie vrijkomende neutronen benut om extra kernsplijting te veroorzaken. Hierdoor kan een groter deel van de splijtstof daadwerkelijk splijten, en er kan ook niet-verrijkt uranium gebruikt worden, doordat deze neutronen sneller zijn (52.000 km/s, tegen 20.000 km/s bij primaire splijting). Dit noemt men een splijting-fusie-splijting ontwerp. De extra splijting veroorzaakt veel extra radioactiviteit.